# 菲伯斯阿波羅航空

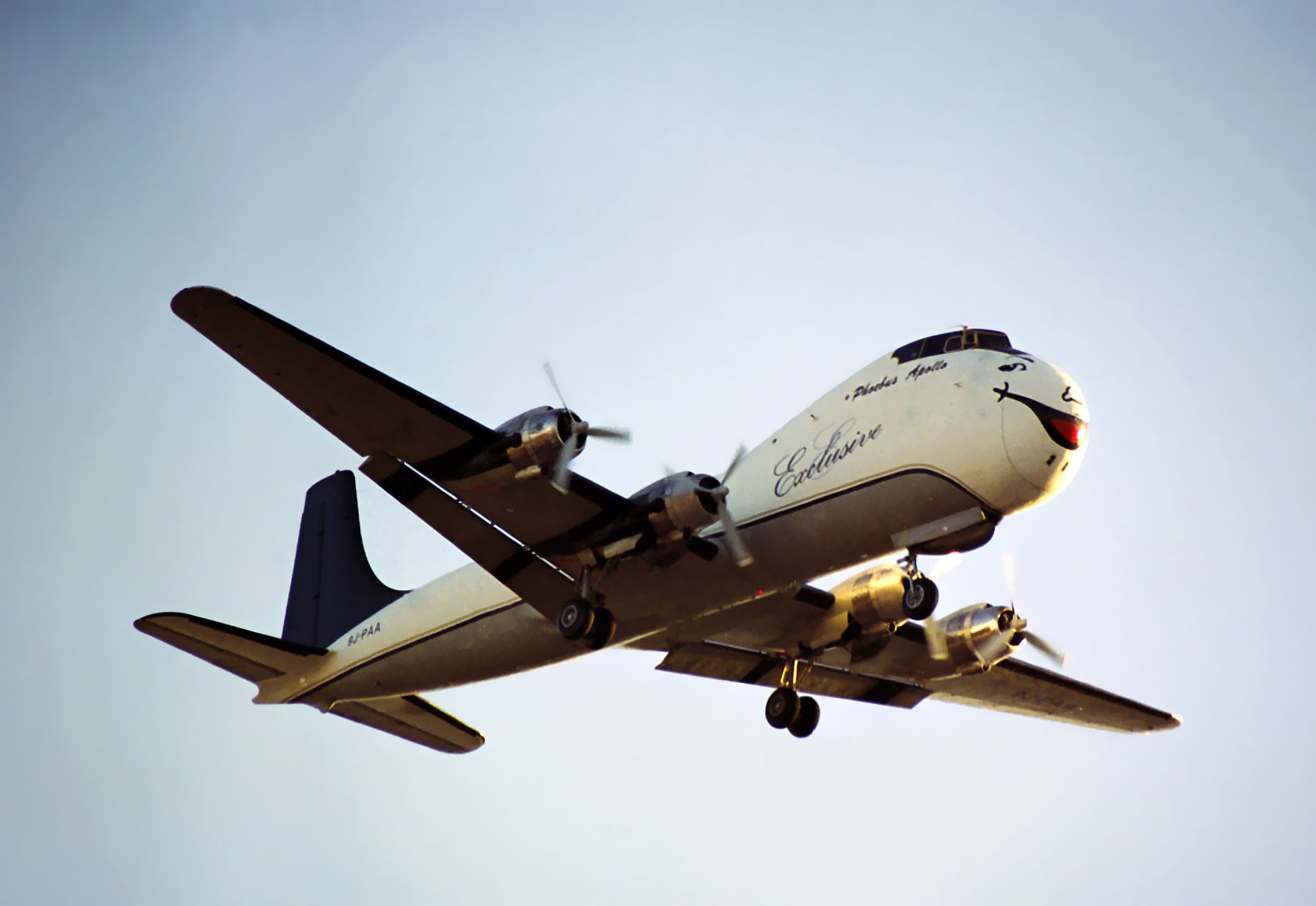
菲伯斯阿波罗航空的ATL-98运输机（编号为：9J-PAA）

菲伯斯阿波羅航空是一間南非的航空公司。菲伯斯阿波羅航空除了航班服務外，還有航空學校。

## 機隊
菲伯斯阿波羅航空有以下機隊(2008年12月18日)： 
- 2架道格拉斯 DC-9-32
- 1架道格拉斯 DC-9-34F
- 1架道格拉斯DC-4空中霸王
- 1架ATL-98运输机
- 1架道格拉斯DC-3 空中列車

## 備註
1. ↑  www.ch.aviation.ch 機隊列表[永久]

## 外部連結
- 菲伯斯阿波羅航空 （页面存档备份，存于）
- 菲伯斯阿波羅航空機隊[永久]
- 專屬聯盟 （页面存档备份，存于）